# هندریک پکلر
هندریک پکلر (آلمانی: Hendrik Pekeler؛ زادهٔ ۲ ژوئیهٔ ۱۹۹۱) بازیکن هندبال اهل آلمان است.
از باشگاه‌هایی که در آن بازی کرده‌است می‌توان به اشاره کرد.